# Wilhelm Karl von Dyhrn-Schönau

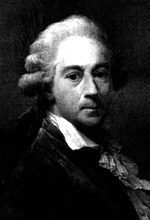
Wilhelm Karl Graf von Dyhrn zu Schönau

Wilhelm Karl Adolf Graf von Dyhrn, Freiherr zu Schönau  (* 17. November 1749 zu Bernstadt im Herzogtum Bernstadt; † 17. Dezember 1813 zu Chinow in der Provinz Pommern) war ein deutscher Aristokrat, Diplomat, Minister, Unternehmer und Grundbesitzer.

## Familie
Wilhelm von Dyhrn war der Sohn des Oels-Württembergischen Hofmarschalls Freiherr Anton Ulrich von Dyhrn und Schönau und seiner Gattin Sophie Karoline, geborene Freiin von Krausen, die zu den größten Grundbesitzerinnen Schlesiens zählte.
Mütterlicherseits war Wilhelm ein Cousin des preußischen Politikers Karl vom Stein zum Altenstein, und durch Heirat seiner älteren Schwester Antoinette Louise war er der Verwandte des preußischen Staatsministers Karl Georg von Hoym.

## Studium und Karriere
Nach dem Schulabschluss am Gymnasium in Berlin studierte Dyhrn Wirtschaft an der Universität zu Göttingen in Niedersachsen. Im Jahr 1772 wurde er zum Konsultanten im Königsberger KDK  ernannt, und im Juni 1775 erhielt er den Titel eines Finanzrats am preußischen Hof. Im selben Jahr wurde er zum Minister an fremden Höfen gewählt und ebenfalls in den gräflichen Stand erhoben.
Danach war Dyhrn auch ein königlicher Kammerherr und Finanzrat, ab 1813 auch ein Johanniter-Ritter.
Dyhrn gründete mehrere Glashütten, Zucker- und Eisenfabriken in Niederschlesien und Pommern.